# ج. ه. بينفورد بيي الثالث
جيمس هنري بينفورد «بيني» بيي الثالث (بالإنجليزية: James Henry Binford "Binnie" Peay III)‏ (ولد في 10 مايو 1940 في ريتشموند، فرجينيا، الولايات المتحدة) فريق أول من أربع نجوم متقاعد من جيش الولايات المتحدة وهو حاليا المشرف الرابع عشر لمعهد فيرجينيا العسكري.
بيي أيضا رئيس مجلس إدارة مجموعة الحلفاء ومدير شركة بي إي سيستمز. وكذلك يشغل أمين مؤسسة جورج سي مارشال وجامعة الدفاع الوطني ومؤسسة في إم آي.
في 3 أغسطس 1989 تولى بيي قيادة الفرقة 101 المحمولة جوا وقاد الفرقة من خلال عملية درع الصحراء وعملية عاصفة الصحراء في الخليج العربي.